# Wira Szełudczenko
Wira Tymofijiwna Szełudczenko (ukr. Віра Тимофіївна Шелудченко; ur. 23 maja 1952 w Cudnowie) – ukraińska inżynier i samorządowiec, w latach 2006–2010 prezydent Żytomierza.

## Życiorys
Po ukończeniu szkoły średniej w rodzinnym Cudnowie studiowała na Wydziale Chemiczno-Technologicznym Instytutu Przemysłu Lekkiego w Kijowie, gdzie w 1974 uzyskała tytuł inżyniera chemika-technologa. Po opuszczeniu murów uczelni podjęła pracę w przedsiębiorstwie „Chimwołokno” w Żytomierzu, w którym pozostała do 1995 (m.in. jako szef zmiany i oddziału, a później zastępca dyrektora firmy). W 1995 objęła funkcję głównego inżyniera spółki „Żytomyr-Polisaks”, cztery lata później została dyrektorem przedsiębiorstwa. W 2006 zrezygnowała z kariery zawodowej i objęła funkcję prezydenta Żytomierza. Ubiegała się o reelekcję w wyborach samorządowych 2010, jej kandydaturę wysunęła partia „Rodzinne Miasto”. Nie została ponownie wybrana.
Jest przewodniczącą zrzeszenia organizacji społecznych w Żytomierzu „Do dzieła!”. Od czerwca 2008 należy do Zjednoczonego Centrum, zasiada w jego prezydium, zaś w sierpniu 2010 została wybrana szefową struktur ugrupowania w obwodzie żytomierskim.
Jest zamężna, ma troje dzieci.